# Багам (силлабарий)
Письмо баѓам (эгап) — силлабарий с незначительным набором идеограмм, использовавшийся для языка менгака, на котором говорит народ багам (самоназвание эгап), относящийся к группе бамилеке бантоидной ветви бенуэ-конголезских языков в Камеруне (район Бамбуто Западной провинции). Скорее всего был создан в начале XX в. в подражание письменности бамум.
Впервые об этом письме сообщил в 1917 английский офицер Л. В. Г. Малкольм, который сообщил, что население города Багам в Камеруне использует для записей необычные знаки. При детальном рассмотрении эти знаки напоминали графемы, изобретённые в соседнем государстве Бамум. Со слов местных жителей, раньше они пользовались своим собственным письмом, но когда оно заглохло, то стали пользоваться знаками народа бамум. По словам ряда исследователей, некоторая схожесть знаков багам с силлабограммами ваи — случайна.
Несмотря на существующую запись знаков багам, которых порядка ста, в настоящий момент не найдено ни одного документа, записанного этой письменностью.